# Dart 18
De Dart 18 is een type catamaran waar in verschillende landen wedstrijden mee worden gevaren. Deze catamaran is een strikte internationale one-designklasse, waardoor weinig aanpassingen aan de boot kunnen worden gemaakt. Hierdoor blijft de boot betaalbaar en interessant voor wedstrijdzeilers. De Dart 18 wordt tijdens wedstrijden als tweemansboot (met fok) of als eenmansboot (zonder fok) gevaren.

## Ontwerp
De boot is een Engels ontwerp van Rodney March, bekend van de olympische Tornado. De gedachte was een op de Tornado gebaseerde boot te bouwen die geschikt is voor gebruik door een breder publiek. Het ontwerp stamt uit midden jaren 70, maar door de regels van de strikte eenheidsklasse nog steeds niet verouderd,
De Dart 18 wordt in Engeland bij White Performance en onder licentie in Zuid-Afrika gebouwd.  De boot wordt gevaren door zowel wedstrijd- als funzeilers. De Dart is eenvoudig en snel op en af te bouwen. Doordat het platform (de twee rompen en de “beams”) makkelijk uit elkaar te halen zijn, is de boot erg gemakkelijk te vervoeren achter een kleine auto. De boot is daarnaast door zijn eenvoud goed geschikt voor beginnende catamaranzeilers. Bij wedstrijden zie je echter een groot niveau verschil tussen de zeilers wat laat zien dat de Dart 18 ook voor ervaren zeilers uitdagend blijft.

## Wedstrijdklasse
Alle Dart 18-zeilers kunnen uitkomen in wedstrijden op regionaal, nationaal en internationaal niveau. 
In Nederland doen bij een Nederlands kampioenschap twintig tot veertig boten mee, die verder ook actief varen gedurende het zeilseizoen. De Nederlandse klasse is een actieve klasse die veel met elkaar onderneemt. Zo organiseren zij zes races zelf en nemen zij deel aan diverse andere races, variërend van grote nationale wedstrijden zoals Rondje Texel (350 catamarans) tot klassenevenementen waar ongeveer vijftien tot twintig boten op afkomen.
In Europa vind je de meeste zeilers in Engeland, waar bij een gemiddeld Engels kampioenschap rond de zeventig boten aan de start verschijnen van de 450 leden van de klasseorganisatie. Andere Europese landen met veel Dart zeilers zijn Frankrijk, België, Duitsland, Zwitserland, Oostenrijk, Italië en Portugal.
In Zuid-Afrika is een grote hoeveelheid zeilers die de Dart varen. Meestal komen een aantal van hen ook naar de WK's en EK's. Ook in Japan, China en Canada zijn actieve Dart-zeilers.

## WK's, EK's en NK's
De Dart 18 klasse heeft als internationale eenheidsklasse wereldwijd WK's, EK's en NK's gezeild. Diverse WK's en EK's werden gezeild in Nederland (Medemblik, Enkhuizen (EK), Workum). 
Het eerste WK vond plaats in 1991 in Abersoch, Wales, met 300 (!) deelnemers; https://www.youtube.com/watch?v=iI6j3TeTdG8
Overzicht van alle WK's: 
1991: Abersoch (GBR)
1995: Travemünde (GER)
1998: Noumea (Nieuw-Caledonie, FRA)
1999: Port Elizabeth (RSA)
2002: Marseille (FRA)
2003: Stokes Bay (GBR)
2004: Lagos (POR)
2006: East London (RSA)
2007: Lake Garda (ITA)
2008: Workum (NED)
2009: Palm Beach (ARU)
2010: Weymouth (GBR)
2011: Knokke (BEL)
2012: Punta Ala (ITA)
2013: Carnac (FRA)
2014: Vaal dam (RSA)
2016: Medemblik (NED)
2017: Scharbeutz (GER)
2018: Dervio (ITA)
2019: Pattaya (THA)
2021: La Rochelle, Gold Cup, (FRA)
2022: Villamoura (POR)
Wanneer een WK buiten Europa wordt georganiseerd vindt ter vervanging een EK plaats zoals bijvoorbeeld in Enkhuizen, Knokke, Grosetto en Cavalaire sur Mer.  
Deelnemersaantallen
Een WK telt -gevaren in Europa- meer dan honderd boten, een EK meer dan zestig. Bij een ONK worden normaal gesproken twintig tot dertig deelnemende boten geteld. 
Het WK van 2020 zou in La Rochelle (Frankrijk) worden gezeild maar is uitgesteld naar 2021.